# Herb Świecia
Herb Świecia – jeden z symboli miasta Świecie i gminy Świecie w postaci herbu. Wizerunek herbu pochodzi z XVI wieku.

## Wygląd i symbolika
Herb przedstawia na czerwonej tarczy herbowej dwa złote półksiężyce w słup, zwrócone do siebie barkami, pośrodku których znajduje się srebrna płonąca świeca, także w słup, ze złotym płomieniem i czarnym knotem.
Symbolika herbu nawiązuje do nazwy miasta.